# 中御門為方
中御門 為方（なかのみかど ためまさ）は、鎌倉時代中期から後期にかけての公卿。権大納言・中御門経任の子。官位は正二位権中納言、太宰権帥。

## 経歴
以下、『公卿補任』、『尊卑分脈』の内容に従って記述する。
- 正嘉2年（1258年）1月5日、叙爵[4]。
- 弘長元年（1261年）4月20日、和泉守に任ぜられる。
- 弘長2年（1262年）3月29日、従五位上に昇叙。
- 文永3年（1266年）4月27日、正五位下に昇叙。
- 文永6年（1269年）12月7日、右兵衛佐に任ぜられる。
- 文永10年（1273年）5月3日、勘解由次官に任ぜられる。
- 文永11年（1274年）9月10日、右衛門権佐に任ぜられ、検非違使宣旨を受ける。
- 建治元年（1275年）12月26日、蔵人に補される。
- 建治2年（1276年）12月20日、春宮大進を兼ねる。
- 弘安3年（1280年）2月16日、右少弁を兼ねる。
- 弘安4年（1281年）5月6日、正五位上に昇叙。
- 弘安6年（1283年）3月26日、左少弁に転任。同年12月24日、従四位下に昇叙。同月30日、権右中弁に転任。
- 弘安7年（1284年）1月13日、右中弁に転任。同年5月6日、従四位上に昇叙。
- 弘安8年（1285年）1月5日、正四位下に昇叙。同年8月19日、皇后宮亮を兼ねる。同月27日、正四位上に昇叙。
- 弘安9年（1286年）1月13日、右大弁に転任し蔵人頭に補される。同年9月2日、参議に任ぜられる。右大弁、皇后宮亮は元の如し。同年中に従三位に昇叙。
- 弘安10年（1287年）1月13日、近江権守を兼ねる。同年9月3日、造東大寺長官に補される。同年12月10日、左大弁に転任。
- 正応元年（1288年）8月25日、皇后宮権大夫に転任。同年10月27日、権中納言に任ぜられる。同年11月21日、正三位に昇叙。同年12月20日、右衛門督を兼ね、検非違使別当に補される。
- 正応3年（1290年）1月5日、従二位に昇叙[5]）。同年6月7日、右衛門督と検非違使別当を辞す。同月8日、帯剣を許される。
- 正応5年（1292年）3月29日、正二位に昇叙。11月11日、母の喪に服す。
- 永仁元年（1293年）7月22日、復任する。
- 永仁2年（1294年）11月12日、南都衆の訴えにより放氏される。同年12月26日に放氏を解かれる。
- 永仁5年（1297年）1月19日、父の経任の喪に服す。同年5月16日に復任するも、6月7日に権中納言を辞す。
- 永仁6年（1298年）同年中に本座を許された。
- 正安2年（1300年）12月22日、太宰権帥に任ぜられる。
- 嘉元元年（1303年）1月28日、太宰権帥を止める。
- 嘉元4年（1306年）12月8日、出家[6]。同月11日、薨去。享年52。

亀山・後深草・伏見・後宇多の4上皇の下で院伝奏を務める。

## 系譜
- 父：中御門経任（1233-1297）
- 母：藤原公雅の娘
- 妻：源仲貞の娘
  - 男子：経禅
  - 女子：花山院家定室
- 生母不明の子女
  - 男子：中御門為行（1276-1332）
  - 男子：房快